# Her Mystery Not of High Heels and Eye Shadow
Her Mystery Not of High Heels and Eye Shadow je studiové album amerického hudebníka Jonathana Richmana. Vydáno bylo 9. října roku 2001 společností Vapor Records, a to jak na kompaktním disku, tak i na dlouhohrající gramofonové desce. Producentem alba byl spolu s Richmanem Niko Bolas. Kromě anglicky zpívaných písní obsahuje deska také čtyři písně ve španělštině. Nachází se zde také instrumentální písně.

## Seznam skladeb
| Pořadí | Název                                       | Délka |
| ------ | ------------------------------------------- | ----- |
| 1.     | Her Mystery Not of High Heels and Eyeshadow | 2:26  |
| 2.     | Springtime in New York                      | 2:54  |
| 3.     | Me and Her Got a Good Thing Goin' Baby      | 2:43  |
| 4.     | Couples Must Fight                          | 2:05  |
| 5.     | I Took a Chance on Her                      | 2:51  |
| 6.     | Maybe a Walk Home from Natick High School   | 1:15  |
| 7.     | Give Paris One More Chance                  | 2:41  |
| 8.     | My Love for Her Ain't Sad                   | 1:30  |
| 9.     | Leaves on the Sidewalk After the Rain       | 0:43  |
| 10.    | Tonight                                     | 2:08  |
| 11.    | Yo Tengo una Novia                          | 2:35  |
| 12.    | El Joven Se Estremece                       | 2:51  |
| 13.    | Con el Merengue                             | 2:02  |
| 14.    | Vampiresa Mujer (Vampire Girl)              | 3:27  |

## Obsazení
- Jonathan Richman – zpěv, kytara
- Al Chan – zpěv
- Shorty Ramos – zpěv
- Happy Sanchez – zpěv
- John Rubin – zpěv
- Greg Keranen – basa, zpěv
- Matt Brubeck – violoncello
- Tommy Dunbar – kytara, klavír, zpěv
- Steve Hodges – perkuse
- Carrie Bradley – viola
- Ralph Carney – dřevěné nástroje